# Algis Žvaliauskas
Algis Žvaliauskas (* 18. Dezember 1955 in  Mackiai, Rajongemeinde Prienai) ist ein litauischer Politiker, Vizeverkehrsminister, ehemaliger Verkehrsminister Litauens und Bürgermeister von Marijampolė.

## Biografie
Nach dem Abitur 1974 an der Mittelschule Balbieriškis absolvierte er 1979 ein Diplomstudium der Geodäsie am Vilniaus inžinerinis statybos institutas und am 7. Mai 1999 promovierte zum Thema Transit Development Studies an der Vilniaus Gedimino technikos universitetas.
Von 1993 bis 1996 war er Bürgermeister von Marijampolė und von 1996 bis 2000 Mitglied des  Seimas, von 1996 bis 1998 Verkehrsminister Litauens, von 2001 bis 2003 Direktor der AB „Marijampolės pieno konservai“, von 2011 bis 2014 erster stellvertretender Bürgermeister von Marijampolė. Seit Oktober 2014 ist er Vizeminister, stellvertretender Verkehrsminister, Stellvertreter von Rimantas Sinkevičius im Kabinett Butkevičius.
Er war Mitglied von Krikščionių konservatorių socialinė sąjunga.
Er ist verheiratet. Mit Frau Rima hat er die Töchter Ligita und Ieva sowie den Sohn Donatas.